# アッヴィ
アッヴィ（英: AbbVie Inc.）は、アメリカ合衆国・イリノイ州・シカゴ北郊のノース・シカゴに本社を置き、新薬の研究・開発・販売を行うバイオ医薬品企業。日本法人はアッヴィ合同会社（AbbVie GK）。ニューヨーク証券取引所上場企業（NYSE: ABBV）。

## 沿革
2013年1月1日（デラウェア州法上では2012年4月10日）、米国の製薬会社、アボット・ラボラトリーズからの分社独立により設立された。このスピンオフは2011年10月に発表され、エスタブリッシュ医薬品がアボット・ラボラトリーズで引き続き提供される一方、研究開発型医薬品事業（新薬事業）部門は新会社により継承されることとなった。分社時点でアッヴィの資本・株式はアボット・ラボラトリーズから完全に独立し、以降両社の資本関係及びグループ会社としての関係は存在していない。
2015年3月、カリフォルニア州を拠点とするバイオ医薬品企業のPharmacyclicsを買収し子会社化することを発表、続いて2016年4月、ガン医薬品のスタートアップ企業であるStemcentrxの買収を発表、2019年6月、美容向け医薬品に強みを持つアラガンの買収が発表され、2020年5月に買収を完了した。
2024年8月、精神疾患、神経疾患の医薬品の開発を行っているセレベル・セラピューティクスを87億ドル（当時レート:１兆2800億円）で買収した。
世界70カ国以上にビジネス拠点を持ち、170カ国以上でアッヴィの医薬品が利用されている。

## 日本法人
日本法人「アッヴィ合同会社」は、米国本社に先行する形で2012年3月30日、アボット・ラボラトリーズの日本法人であるアボットジャパンより分社、新薬事業を承継し、同年9月1日事業を本格的に開始した。東京都港区のmsb Tamachi 田町ステーションタワーSにオフィスを持つ。
主要商品
- ヒュミラ（一般名 アダリムマブ（遺伝子組み換え）） ヒト型抗ヒトTNFαモノクローナル抗体製剤　関節リウマチ、乾癬、強直性脊椎炎、クローン病、潰瘍性大腸炎等を適応に持つ。
- カレトラ（一般名 ロピナビル・リトナビル）抗ウイルス薬 HIVプロテアーゼ阻害剤。
- ルボックス（一般名 フルボキサミンマレイン酸塩）　抗うつ薬　世界初の選択的セロトニン再取り込み阻害薬（SSRI）。共同開発Meiji Seika ファルマ。かつてはアステラス製薬から販売していた。